# 文字游戏
文字游戏屬於一種語言技巧，其目的在於取樂。進行文字遊戲的人，利用特定語彙的讀音、韻律以諧音，使受衆聯想到同音異義語，或利用其字形、拼寫法，使人聯想到同形異義的漢字、語彙，從而實現幽默的效果。它既可以出現在表演中，也可以用於文章內。而文字遊戲一詞，既可指語言技巧本身，亦可指代運用了這一技巧而產生的作品。
在衆多向受衆傳遞情感的行爲中，文字遊戲更像是種零碎的小遊戲，在使用的那一瞬間爲受衆帶來一時的歡愉，而不宜重複進行。故此它有時可以爲社交增色，有時卻會招致反感。